# Janne Kreus
Janne Kreus (18 febbraio 1987) è un giocatore di football americano finlandese che gioca come defensive tackle per i Tampere Saints.